# Лівинці
Ліви́нці — село в Україні, у Дністровському районі Чернівецькій області, центр Лівинецької сільської громади. 

## Географія
Знаходиться біля районного автошляху Р 63. За 5 км від населеного пункту — ріка Дністер. Відстать до Кельменців 22 км. Найближче місто — Хотин.
Село розкинулось на двох пагорбах розділених річкою, яка є притокою р. Дністер.

## Історія села
Вперше Лівинці згадуються в документах 1677 року. За легендою село було засноване переселенцями з Поділля, яких називали «левенки» (Гайдамаки), котрі тікали від переслідування польських військ. За історичними даними левенки не були першими поселенцями цих прекрасних місць. На околицях села в урочищах Нори, Ставки і Скрипницький Яр, групою істориків-археологів Чернівецького національного університету ім. Ю. Федьковича було виявлено ранньо-слов'янські поселення черняхівської культури (II—VI століття н. е.). В урочищі Нори збереглися залишки давньоруського селища XI—XIII століть. В кар'єрі знайдені уламки давньоруської кераміки.
До початку XIX століття Лівинцями володів багатий боярський рід Кантакузинів. Пізніше власники села часто змінювалися. З 1812 по 1848 рік село перепродувалося чотири рази і в 1848 році разом з 1326 десятинами землі дісталося одеському купцю Рафаловичу. Жителі села з другої половини XVIII століття до реформи 60-х років належали до категорії царан.
Підневільне становище селян ускладнювалось ще й тим, що власники Лівинців здавали село в оренду. Від нещадної експлуатації і знущань орендаря-купця Гройсмана частина лівинчан тікала у південні райони Бессарабії, а ті, що залишались, відмовлялися виконувати збільшені повинності.
Не поліпшили економічного становища лівинчан і реформи 60-х років. Безземелля і злидні змушували лівинчан орендувати землю у поміщика і багатіїв за високу плату. У 1902 році в селі уже було 4 млини. Важким тягарем лягали на селян податки та різні повинності.
Посилення експлуатації і свавілля поміщиків та сільських багатіїв, важкі умови життя призводили до частих заворушень. У 1896 році селяни спалили частину панського маєтку. У 1905 році лівинчани зруйнували економію і розправилися з представниками адміністрації Зарожанського промислового товариства.
У 1874 році в Лівинцях дуже лютували віспа і холера, від яких померло багато жителів. Із 1208 жителів (610 чоловіків і 598 жінок за обліком 1859 року) на кінець 1874 року залишилось всього 533 чоловіка (266 чоловіків, 267 жінок). На початку XX століття в селі не було жодного медпрацівника.
Ще більше погіршилось становище під час І світової війни: багато сімей залишилось без чоловіків, зросли податки і повинності.
В січні 1918 року в Лівинцях було проголошено Радянську владу. Малоземельні і безземельні селяни Лівинців одержали наділи — 1 га на кожного члена сім'ї.
В кінці лютого 1918 року село окупували австро-німецькі війська. На початку листопада австро-німецьких інтервентів змінили війська королівської Румунії.
Терор і насилля посилювали ненависть населення до окупантів. Селяни відмовлялися платити податки і виконувати повинності, саботували розпорядження властей, піднімались на боротьбу. Майже все доросле населення Лівинців брало участь у Хотинському повстанні 1919 року.
На чолі лівинецьких повстанців став місцевий житель, учитель П. М. Бурдейний. Напередодні повстання жителі Лівинців С. Г. Перепічка і М. М. Паращук привезли з Хотина зброю і роздали односельчанам. Після поразки повстання частина лівинчан перейшла за Дністер.
Захопивши село, війська королівської Румунії жорстоко розправились з населенням. До 1925 року тут постійно перебувало 14 поліцейських, які нещадно розправлялись з найменшим проявом незадоволення чи протесту. Людям заборонялось виходити увечері на вулицю, збиратись групами. Щоб запобігти спілкуванню населення, були закриті на певний час навіть ярмарки і базари.
Незважаючи на суворий поліцейський режим і терор властей, жителі Лівинців не припиняли боротьбу проти окупантів. Дехто з лівинчан, не витерпівши окупаційного режиму, втікав на Радянську Україну.
28 червня 1940 р. село було захоплено радянськими військами. У перші ж дні в Лівинцях було створено сільську Раду депутатів трудящих. До її складу ввійшло 7 бідняків.
30 вересня 1940 року початкова школа з рідною українською мовою навчання відкрила двері для дітей.
Розпочали працювати клуб та бібліотека. Мешканці села вперше побачили радянські кінофільми.
6 липня 1941 року Лівинці окупували німецько-румунські війська. Повернулися старі порядки. Збитки, заподіяні фашистськими окупантами громадянам Лівинців, обчислюються майже у півмільйона карбованців. Фашисти вигнали на каторжні роботи 66 громадян села.
В ніч з 27 на 28 березня 759-й стрілецький полк, яким командував підполковник Д. Д. Бойко, з боями визволив Лівинці. Велику допомогу радянським військам під час бою подало населення Лівинців. Але ранком, 28 березня, ворог пішов у контрнаступ. Гітлерівці, що вдерлися на кілька годин в село, влаштували криваву розправу над населенням: розстріляли 15 жителів. Під кінець дня 28 березня Лівинці були назавжди визволені від фашистських загарбників.
8 січня 1947 року на загальних зборах селян було вирішено організувати колгосп. У 1949 році було завершено суцільну колективізацію. Колгосп очолив Є. О. Олійник. Лівинецький колгосп двічі укрупнявся. До нього увійшли два навколишні колгоспи: у 1950 році колгосп села Михайлівки, а в 1959 році — Оселівки. Об'єднаний колгосп названо «Україна». Головою правління став М. П. Борисюк. За трудовий героїзм близько 80 колгоспників удостоєні високих урядових нагород, серед них орденом Леніна нагороджені колишній голова правління М. П. Борисюк, буряковод І. І. Гнатюк, орденом Трудового Червоного Прапора — буряководи Н. П. Васильчук, М. І. Дуплячук, О. І. Натрасенюк, П. К. Лучик.
Після розпаду Радянського Союзу життя в селі погіршилося, багато селян залишились безробітніми і змушені були покинути рідне село.

### Інфраструктура
Найстарішою будівлею в селі Лівинці є церква Покрови Пр. Богородиці заснована в 1898 р. Крім церкви в селі є сільський будинок культури (1950 р), Загальноосвітня школа
(1985 р.), де навчається 170 учнів, дитячий садок (35 вихованців), сільська рада, сільська амбулаторія, три магазина та підприємство «Сварог Вест-Груп».

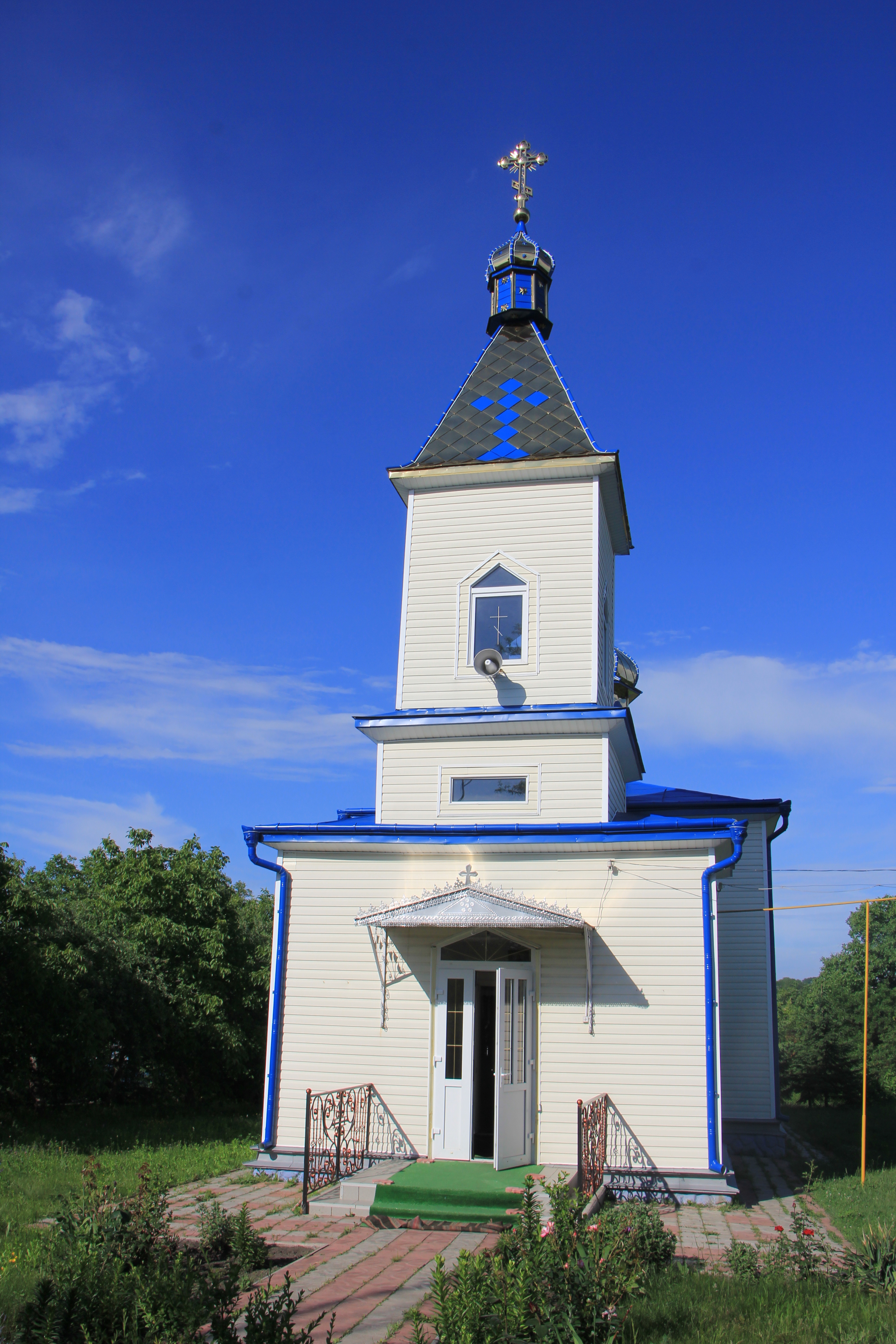
Церква Покрови Пр. Богородиці 1898 с. Лівинці
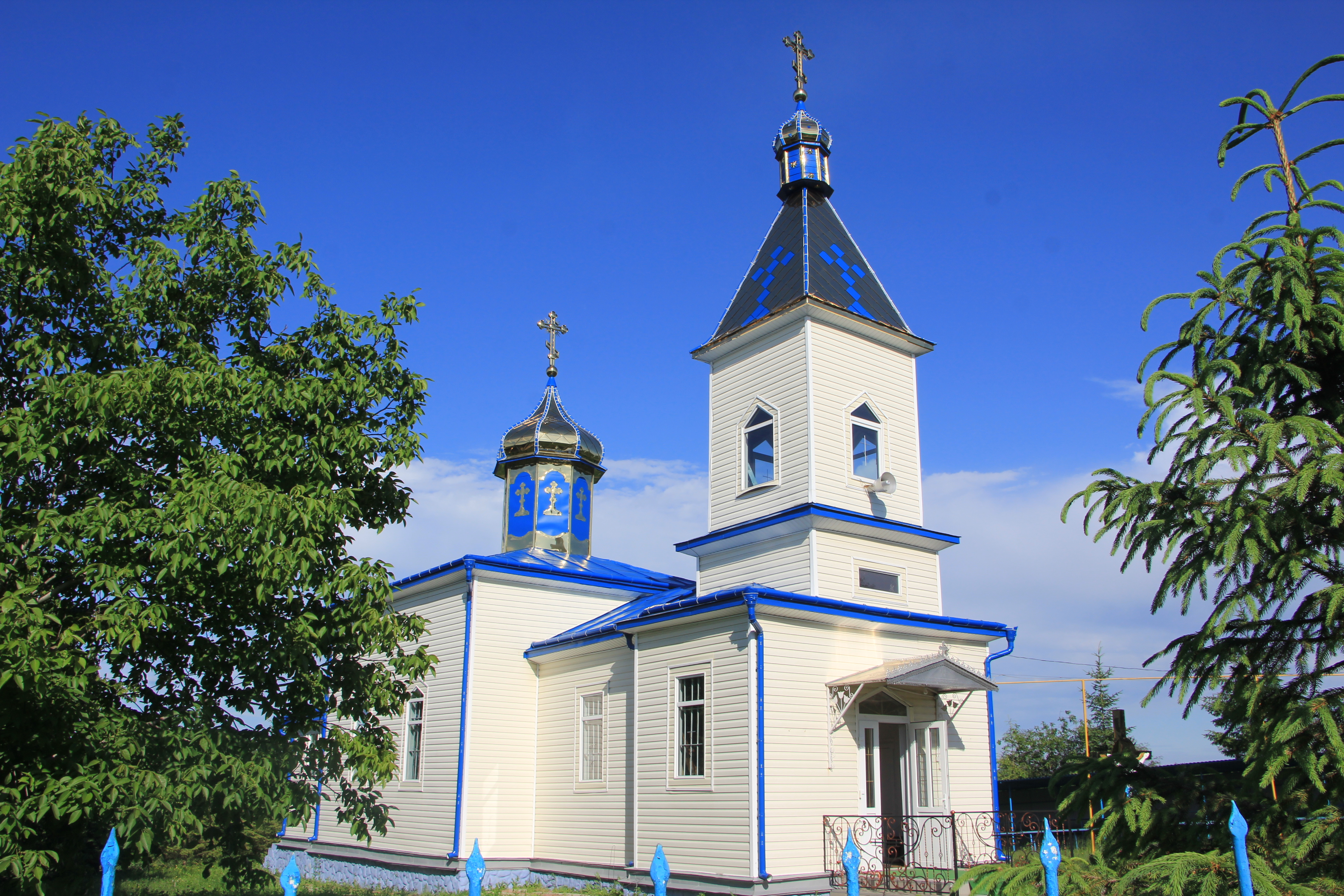
Церква Покрови Пр. Богородиці 1898 с. Лівинці

## Населення
Згідно з переписом УРСР 1989 року чисельність наявного населення села становила 1455 осіб, з яких 629 чоловіків та 826 жінок.
За переписом населення України 2001 року в селі мешкало 1446 осіб.

### Мова
Розподіл населення за рідною мовою за даними перепису 2001 року:
| Мова       | Відсоток |
| ---------- | -------- |
| українська | 98,76 %  |
| російська  | 0,76 %   |
| молдовська | 0,41 %   |
| білоруська | 0,07 %   |